# نيكولاس فان ديك (سياسي)
نيكولاس فـان ديك هو محامي وسياسي أمريكي، ولد في 25 سبتمبر 1738 في ديلاوير سيتي في الولايات المتحدة، وتوفي بنفس المكان في 19 فبراير 1789. انتخب عضو مجلس ولاية ديلاوير ‏ وانتخب حاكم ولاية ديلاوير ‏ (1 فبراير 1783 – 28 أكتوبر 1786) وانتخب كونغرس قاري.